# Zamzam Mohamed Farah
Zamzam Mohamed Farah (sinh ngày 19 tháng 3 năm 1991) là một nữ vận động viên người Somalia đến từ Mogadishu, thi đấu ở nội dung 400m nữ. Cô là một trong hai vận động viên Somalia tham dự Thế vận hội London 2012.

## Cuộc sống ban đầu
Farah được truyền cảm hứng bởi Mo Farah, một vận động viên người Somalia ở Anh để tiếp tục chạy. Cô đã tham dự Thế vận hội London 2012 khi mới 18 tuổi, nơi cô tham gia 400m. Cô cũng là người cầm cờ tại Thế vận hội mùa hè 2012.
Các cơ sở cô đào tạo thiếu thiết bị thích hợp. Để chuẩn bị cho Thế vận hội, cô và các đồng đội của mình đã tập luyện bên ngoài nơi họ có lúc né đạn. Tuyến chạy của họ được gọi là "con đường tử thần".
Zamzam đã chạy được 400m nhiệt trong thời gian 1:20,48 giây, chậm hơn khoảng 30 giây so với người chiến thắng của mình. Cô đã hoàn thành cuộc đua với tư cách là vận động viên chậm nhất trong vòng đầu tiên, cô đã kết thúc thứ 45 trong số 49 người chỉ đứng trước những người không bắt đầu, không kết thúc và trước những người bị loại. Cô đã nhịn ăn trong khi thi đấu ở London.
Tại Thế vận hội Mùa hè 2012, cô đã nhận được một số lời đe dọa tử vong thông qua Facebook và các cơ quan truyền thông khác vì đã phơi bày bản thân. Mặc dù các mối đe dọa là đáng lo ngại, cô đã không nộp đơn xin tị nạn vì một số cơ quan báo chí đang đưa tin. Farah vẫn đào tạo và hy vọng sẽ cạnh tranh trong Thế vận hội mùa hè tới.
Sáng kiến của Farah trong việc thi đấu tại Thế vận hội London không phải là về chiến thắng mà là đưa ra một thông điệp cho thế giới rằng bất kể điều gì đang xảy ra ở Somalia thì nó vẫn còn sống. Ngoài ra sự hiện diện của cô tại Thế vận hội đang trao quyền cho những người phụ nữ khác, đặc biệt là phụ nữ Somalia.

## Câu nói
"Điều quan trọng nhất là có thể mang cờ Somalia cùng với 203 quốc gia khác trong Thế vận hội. Điều đó tự nó đã thành công. "
"Somalia không chết. Nó sẽ sống mãi."
"Tôi sẽ không đến đó để chiến thắng, nhưng vì niềm tự hào... Tôi sẽ đại diện cho cờ của tôi, đất của tôi và người dân của nó. "